# Tawil asz-Szajch
Tawil asz-Szajch (arab. طويل الشيخ) – wieś w Syrii, w muhafazie Idlib. W 2004 roku liczyła 760 mieszkańców.